# Brodie Lee
Jonathan Huber (16. prosince 1979 - 26. prosince 2020) byl americký profesionální zápasník. Proslavil se působením v WWE v letech 2012 až 2019, kde vystupoval jako Luke Harper (později zkráceno na Harper) a v roce 2020 jako Mr. Brodie Lee v All Elite Wrestling (AEW).
Od roku 2003 až do roku 2012 vystupoval jako Brodie Lee na americkém nezávislém okruhu, nejčastěji ve společnostech Chikara, Ring of Honor a Dragon Gate USA. Po podpisu smlouvy s WWE v roce 2012 přijal přezdívku Luke Harper a byl poslán do vývojového střediska Florida Championship Wrestling (FCW), a to než debutoval v NXT jako člen The Wyatt Family. Po většinu své kariéry WWE byl úzce spojen s členy této frakce Bray Wyattem a Erickem Rowanem. Tým později vyhrál NXT Tag Team Championship a WWE SmackDown Tag Team Championship. Několik let po rozpadu frakce spolu s Rowenem založili tým The Bludgeon Brothers, opět získali SmackDown Tag Team Championship. Nakrátko ovládl i WWE Intercontinental Championship.
Společnost opustil v prosinci 2019 a následně v březnu 2020 debutoval v AEW s přezdívkou Mr. Brodie Lee, vedl frakci The Dark Order, a v srpnu téhož roku vyhrál AEW TNT Championship.

## Osobní život
V roce 2011 si vzal za ženu wrestlerku Amandu Huber. Mají spolu dva syny, Nolana a Brodieho.
Byl fanouškem Washington Commanders a Toronta Maple Leafs.

## Smrt
Dne 26. prosince 2020 zemřel na klinice Mayo v Jacksonville na Floridě, 10 dní po svých 41. narozeninách. Vdova Amanda uvedla, že se na klinice od konce října léčil kvůli plicnímu problému. Navzdory tomu, čemu v té době někteří fanoušci věřili, problém nesouvisel s pandemií covidu-19, protože měl několikrát negativní test. Koncem října byl převezen na jednotku intenzivní péče. V podcastu AEW Unrestricted v lednu 2021 Amanda odhalila, že zemřel na idiopatickou plicní fibrózu, což je vzácný stav, který způsobuje neustálé zahušťování plicní tkáně, dokud plíce nepřestanou fungovat.

## Úspěchy
- Alpha-1 Wrestling
  - A1 Zero Gravity Championship (1x)
- All Elite Wrestling
  - AEW TNT Championship (1x)
- Jersey All Pro Wrestling
  - JAPW Heavyweight Championship (1x)
  - JAPW New Jersey State Championship (1x)
  - JAPW Tag Team Championship (1x) – s Necro Butcherem
- Next Era Wrestling
  - NEW Heavyweight Championship (1x)
- NWA Empire
  - NWA Empire Heavyweight Championship (1x)
- NWA Mississippi
  - NWA Southern Television Championship (1x)
- Pro Wrestling Illustrated
  - 24. nejlepší v PWI 500 in 2015
- Rochester Pro Wrestling/NWA Upstate/NWA New York
  - NWA Upstate Kayfabe Dojo Championship (1x)
  - NWA Upstate/NWA New York Heavyweight Championship (3x)
  - RPW Tag Team Championship (1x) – s Freddiem Midnightem
  - RPW/NWA Upstate Television Championship (1x)
- Squared Circle Wrestling
  - 2CW Heavyweight Championship (2x)
- World of Hurt Wrestling
  - WOHW United States Championship (3x)
- Wrestling Observer Newsletter
  - Best Gimmick (2013) – v The Wyatt Family
- WWE
  - WWE Intercontinental Championship (1x)
  - WWE SmackDown Tag Team Championship (2x) – s Brayem Wyattem, Randym Ortonem (1) a Rowanem (1)
  - NXT Tag Team Championship (1x) – s Erickem Rowanem
  - Slammy Award (1 time)
    - Match of the Year (2014) Team Cena vs. Team Authority at Survivor Series